# 서해선
서해선(西海線)은 경기도 고양시 대곡역과 충청남도 홍성군 홍성역을 이을 한국철도공사의 간선철도 노선이다. 경기도 고양시 일산역에서 안산시 원시역을 잇는 수도권 전철의 운행 계통을 일컫는 말이기도 하다.

## 연혁
- 2011년 4월 22일: 소사~원시 구간 착공
- 2013년 10월 21일: 소사-원시선 사업용 철도노선 고시 및 역명 결정[5]
- 2015년 5월 22일: 송산~홍성 구간 착공[6]
- 2015년 12월 22일: 대곡~소사 구간 착공[7]
- 2017년 9월 5일: 서울교통공사, 이레일간의 소사-원시 복선전철 관리운영계약 체결[8]
- 2017년 9월 6일 ~ 2018년 상반기: 소사~원시 구간 시설물 검증 위한 시운전 실시
- 2018년 1월 12일: 서울교통공사 자회사 소사원시선운영(현 서해철도) 설립[9]
- 2018년 4월 6일: 소사-원시선을 서해선(소사~원시)로 개칭하고, 해당 구간의 철도거리표를 고시 및 소새울역, 시흥대야역, 시흥능곡역, 달미역, 초지역 역명 변경[10]
- 2018년 6월 16일: 소사~원시 구간 개통[11]
- 2018년 6월 19일: 서해선의 지선인 원곡역과 안산역을 잇는 안산연결선 노선 지정[12]
- 2019년 4월 17일: 철도 노선번호 변경에 따라 321로 변경[13]
- 2020년 11월 6일: 서해선(홍성~송산) 사업용 철도노선 고시[14]
- 2020년 11월 24일: 원곡역의 역명을 시우역으로 변경[15]
- 2021년 11월 14일: 대곡-소사선 김포공항역 ~ 능곡역 간 한강하저 터널 개통[16]
- 2023년 6월 16일: 서해선(소사~원시)를 서해선(대곡~원시) 개칭하고, 해당 구간의 철도거리표를 고시[17]
- 2023년 7월 1일: 대곡~소사 구간 개통[18]
- 2023년 8월 26일: 대곡역 ~ 일산역 구간 개통
- 2024년 1월 15일: 운정역 연장 확정[19]
- 2024년 2월 22일: 송산 ~ 홍성 구간 시운전 및 전기가압[20]
- 2024년 9월 27일: 서해선(서화성 ~ 홍성) 사업용 철도노선 고시[21]
- 2024년 11월 2일: 서화성 ~ 홍성 구간 개통[22][23]
- 2026년 3월 31일: 시화철교(원시~서화성), 대곡~홍성 서해선 KTX 개통 예정

## 수도권 전철구간
수도권 전철 구간 중 유일무이하게 임대형 민자사업(BTL)으로 건설되었다. 능곡역부터 대곡역까지 경의선과 직결운행하며, 대곡역은 3호선과 환승할 수 있다. 그리고 소사역에서 1호선, 초지역에서 4호선, 수인분당선과 환승이 가능하다. 배차간격은 출퇴근 시간대 12분, 그 외(초중고교의 방학기간 포함) 20분 간격으로 운행된다.
현재 영업 중인 구간은 2018년 6월 16일에 개통된 1단계 소사~원시 구간과 2023년 7월 1일에 개통된 2단계 대곡~소사 구간 수도권 전철 구간을 일컬어 통상적으로 '서해선'이라고 부르기도 하며, 고유색은 ●연두색이다. 열차는 한국철도공사 391000호대 전동차 4량 17개 편성이 운행되고, 2026년 상반기에 원시-서화성 구간의 시화철교가 완공되면 전체 노선은 일산-안중 구간으로 변경될 예정이다.
치안 서비스는 대한민국 국토교통부 산하의 철도특별사법경찰대에서 전담하므로, 관할 본부 사무소는 광역철도수사과가 있는 안양역에 있다.

## 신호 체계
서해선 광역전철 전 구간에 개랑 및 구축된 자동 열차 방호 시스템은 그 동안 수입에 의존해왔던 ATP 신호 시스템을 국산화한 KTCS-2(한국형 열차 제어 시스템)가 수도권 광역전철 중 최초로 적용됐다. 지난 2012년에 국토교통부가 주관한 국내 신호시스템 표준화를 위한 국가 연구개발(R&D) 프로젝트의 일환으로, 현대로템, 철도기술연구원, 국가철도공단, 코레일과 함께 연구기관과 공동으로 참여했다. 특히 유럽연합의 열차제어시스템(ETCS) 규격을 충족해 해외 신호체계와 상호 호환이 가능하다.
이 구간은 설계 최고 속도가 120km/h이고 설계 축중이 18t에 불과하여, 히타치 STS사의 ATP(자동열차방호장치) 시스템을 사용하기 때문에, 추후에 고속열차나 일반열차는 수도권 광역전철 전동차와 동일한 속력으로 주행하여야 하고, 추후 남북철도 연결 이후 서해선에는 주로 몽골이나 러시아에서 수입한 역청탄을 운반하는 화물열차가 통과할 것으로 예상되는데, 능곡~원시 구간은 대부분 석탄 분진이 쌓이기 쉬운 지하 구간이므로, 대피선이 거의 없음에도 수도권 광역전철용 전동차가 자주 운행하고 있어서 정작 화물열차를 운행시키기엔 무리라는  지적이다.

## 역 목록

### 대곡-원시 구간
수도권 전철 서해선이 운행 중에 있으며, 경의선과 접속하는 대곡역에서 북쪽으로는 일산역까지 직결 운행한다.
| 역 번호             | 역명                | 로마자 역명         | 한자 역명           | 역간 거리           | 누적 거리           | 접속 노선                                                                                        | 소재지              | 소재지              | 비고                |
| ↑경의선 일산역 방면 | ↑경의선 일산역 방면 | ↑경의선 일산역 방면 | ↑경의선 일산역 방면 | ↑경의선 일산역 방면 | ↑경의선 일산역 방면 | ↑경의선 일산역 방면                                                                              | ↑경의선 일산역 방면 | ↑경의선 일산역 방면 | ↑경의선 일산역 방면 |
| ------------------- | ------------------- | ------------------- | ------------------- | ------------------- | ------------------- | ------------------------------------------------------------------------------------------------ | ------------------- | ------------------- | ------------------- |
| S11                 | 대곡                | Daegok              | 大谷                | —                   | 0.7                 | 일산선(● 수도권 전철 3호선) 경의선(● 수도권 전철 경의·중앙선) 교외선 ● 수도권 광역급행철도 A노선 | 경기도              | 고양시              |                     |
| S12                 | 능곡                | Neunggok            | 陵谷                | 1.8                 | 2.5                 | 경의선 (● 수도권 전철 경의·중앙선) 교외선                                                        | 경기도              | 고양시              |                     |
| S13                 | 김포공항            | Gimpo Int'l Airport | 金浦空港            | 7.4                 | 9.9                 | ● 수도권 전철 5호선 ● 서울 지하철 9호선 ● 인천국제공항철도 ● 김포 도시철도                       | 서울특별시          | 강서구              |                     |
| S14                 | 원종                | Wonjong             | 遠宗                | 4.3                 | 14.2                |                                                                                                  | 경기도              | 부천시              |                     |
| S15                 | 부천종합운동장      | Bucheon Stadium     | 富川綜合運動場      | 2.1                 | 16.3                | ● 서울 지하철 7호선                                                                              | 경기도              | 부천시              |                     |
| S16                 | 소사                | Sosa                | 素砂                | 2.7                 | 19.0                | 경인선(● 수도권 전철 1호선)                                                                      | 경기도              | 부천시              |                     |
| S17                 | 소새울              | Sosaeul             |                     | 1.7                 | 20.7                |                                                                                                  | 경기도              | 부천시              |                     |
| S18                 | 시흥대야            | Siheung Daeya       | 始興大也            | 2.1                 | 22.8                |                                                                                                  | 경기도              | 시흥시              |                     |
| S19                 | 신천                | Sincheon            | 新川                | 1.4                 | 24.2                |                                                                                                  | 경기도              | 시흥시              |                     |
| S20                 | 신현                | Sinhyeon            | 新峴                | 3.3                 | 27.5                |                                                                                                  | 경기도              | 시흥시              |                     |
| S22                 | 시흥시청            | Siheung City Hall   | 始興市廳            | 3.6                 | 31.1                |                                                                                                  | 경기도              | 시흥시              |                     |
| S23                 | 시흥능곡            | Siheung Neunggok    | 始興陵谷            | 1.3                 | 32.4                |                                                                                                  | 경기도              | 시흥시              |                     |
| S24                 | 달미                | Dalmi               |                     | 2.4                 | 34.8                |                                                                                                  | 경기도              | 안산시              |                     |
| S25                 | 선부                | Seonbu              | 仙府                | 1.6                 | 36.4                |                                                                                                  | 경기도              | 안산시              |                     |
| S26                 | 초지                | Choji               | 草芝                | 1.7                 | 38.1                | 안산선(● 수도권 전철 4호선) 수인선(● 수도권 전철 수인·분당선)                                    | 경기도              | 안산시              |                     |
| S27                 | 시우                | Siu                 | 時雨                | 1.4                 | 39.5                |                                                                                                  | 경기도              | 안산시              |                     |
| S28                 | 원시                | Wonsi               | 元時                | 1.5                 | 41.0                |                                                                                                  | 경기도              | 안산시              |                     |

### 서화성 - 홍성 구간
경기도 화성시 서화성역에서 충청남도 홍성군 홍성역을 잇는 구간이다. ITX-마음으로 하루 편도기준 4회가량 운행한다.
| 역명     | 로마자 역명        | 한자 역명 | 접속 노선 | 역간 거리 | 누적 거리 | 소재지   | 소재지 | 비고 |
| -------- | ------------------ | --------- | --------- | --------- | --------- | -------- | ------ | ---- |
| 서화성   | Seohwaseong        | 西華城    |           | 0.0       | 0.0       | 경기도   | 화성시 |      |
| 화성시청 | Hwaseong City Hall | 華城市廳  |           | 7.3       | 7.3       | 경기도   | 화성시 |      |
| 향남     | Hyangnam           | 鄕南      |           | 11.4      | 18.7      | 경기도   | 화성시 |      |
| 안중     | Anjung             | 安仲      | 평택선    | 19.1      | 37.8      | 경기도   | 평택시 |      |
| 인주     | Inju               | 仁州      |           | 17.5      | 55.3      | 충청남도 | 아산시 |      |
| 합덕     | Hapdeok            | 合德      |           | 8.8       | 64.1      | 충청남도 | 당진시 |      |
| 홍성     | Hongseong          | 洪城      | 장항선    | 24.6      | 88.7      | 충청남도 | 홍성군 |      |

## 지선 노선
서해선에는 총 1개의 지선 철도가 있다.
| 번호  | 노선 명칭  | 기점   | 종점   | 연장(km) | 비고                 |
| ----- | ---------- | ------ | ------ | -------- | -------------------- |
| 32101 | 안산연결선 | 시우역 | 안산역 | 2.6      | 서해선 - 안산선 연결 |

### 안산연결선
안산연결선은 시우역과 안산선 안산역을 잇는 철도 노선이다. 서해선 소사 방향에서 안산선 안산 방향으로, 안산선 금정 방향에서 서해선 원시 방향으로 이어진다.
| 역명   | 역간거리 (km) | 영업거리 (km) | 접속 노선 | 소재지 | 소재지        |
| ------ | ------------- | ------------- | --------- | ------ | ------------- |
| (시우) | 0.0           | 0.0           | 서해선    | 경기도 | 안산시 단원구 |
| (안산) | 2.6           | 2.6           | 안산선    | 경기도 | 안산시 단원구 |

## 논란

### 경의선 직결 운행 문제
대곡-소사 구간 개통시 원래는 일산역까지 직결 운행할 계획이었지만, 대곡역에서 시종착하는 것으로 변경되어 주민들이 반발하였다. 2019년 5월 국토교통부, 고양시, 한국철도시설공단, 한국철도공사 등은 일산역 연장을 추진하기로 합의하였다.
2019년 10월 일산역으로 추가 연장이 최종적으로 확정되었다.

### 대곡-소사 구간 개통 지연
2023년으로 연기되면서 공기지연으로 인해 지체상금 지불하게 되었고, 사업비 규모가 커 지체 보상금은 최소 수 백억원 규모에 이를 것으로 추산된다.

### 신안산선 공용 문제

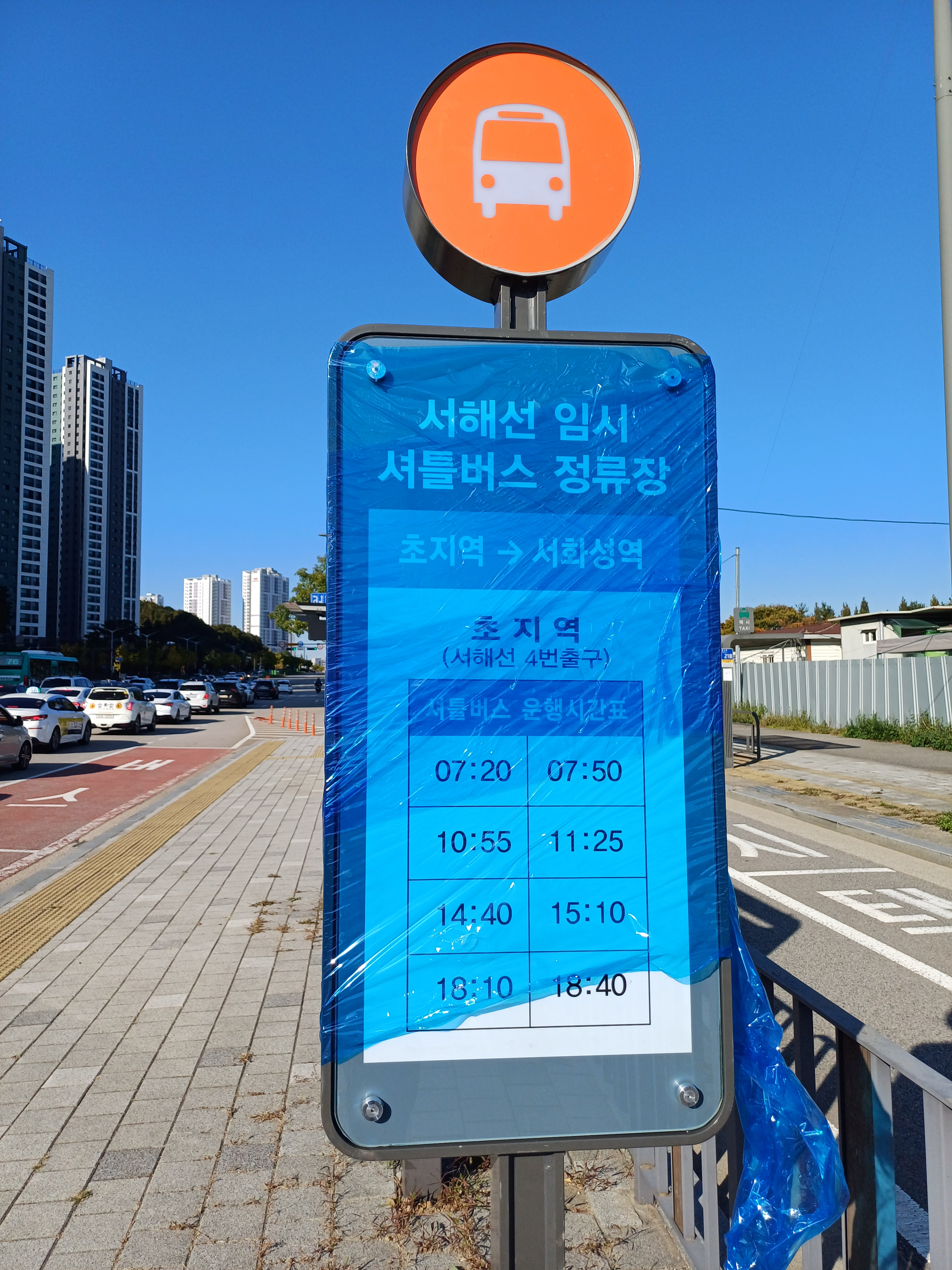
초지역 4번출구에 위치해 있는 서해선 임시 버스정류장

신안산선 공용 구간인 서화성역 ~ 원시역  구간을 공사하고 있으나 늦어도 2026년 3월 31일에 개통될 예정이다. 2024년 11월 2일부터 신안산선 개통 시까지 서화성역 ~ 초지역 구간 셔틀버스를 운행한다.

### 서해선 역명 갈등
내포신도시 인근에 들어서는 역에 대해 홍성군과 예산군이 오랫동안 갈등을 겪었다. "충남도청역"이라는 역명을 홍성역과 삽교역 중 어디로 선정할 지에 대해 논란이 이어졌으며, 2024년 8월에는 "홍성역"을 "충남도청홍성역"으로 바꾸자는 건의가 왔으나 충청남도 도지사인 김태흠이 지역 간의 갈등 조장 및 형평성 문제로 이를 기각했다. 이 문제는 서해선 개통을 두 달 앞둔 2024년 9월까지 이어졌다.
이와는 별개로 화성시에 들어서는 역에 대해서도 화성시와 주민들 간 반발이 2021년부터 진행되어 왔다. 서화성역의 경우 서화성남양역, 송산역, 송산그린시티역 등 다양한 명칭으로 불려왔으나, 최종 개통 이전에 "서화성역"으로 명칭이 확정되었다.

## 같이 보기
- 송산차량사업소
- ● 수도권 전철 서해선
- 장항선
- 경의선